# Мішин (хутір)
Мішин (рос. Мишин) — хутір у Михайлівському районі Волгоградської області Російської Федерації.
Населення становить 211 осіб. Входить до складу муніципального утворення Октябрська сільська рада Михайлівського міського округу.

## Історія
Хутір розташований у межах українського історичного та культурного регіону Жовтий Клин.
Згідно із законом від 28 червня 2012 року № 65-ОД органом місцевого самоврядування є відділ сільської території Октябрська сільська рада Михайлівського міського округу.

## Населення
| 2010 |
| ---- |
| 211  |